# 郑营镇
郑营镇，是中华人民共和国山東省菏泽市鄄城县下辖的一个乡镇级行政单位。

## 行政区划
郑营镇下辖以下地区：
东街村、西街村、钟楼村、董庄村、刘固堆村、前董湖村、李楼村、小垓村、刘庄村、河李庄村、西于庄村、西王尹村、鲁王仓村、韩屯村、赵堂村、牛楼村、陈集村、陈水坑村、张口村、靳庄村、陈庄村、刘灿武村、王屯村和冯庄村。